# Joc pentru browser

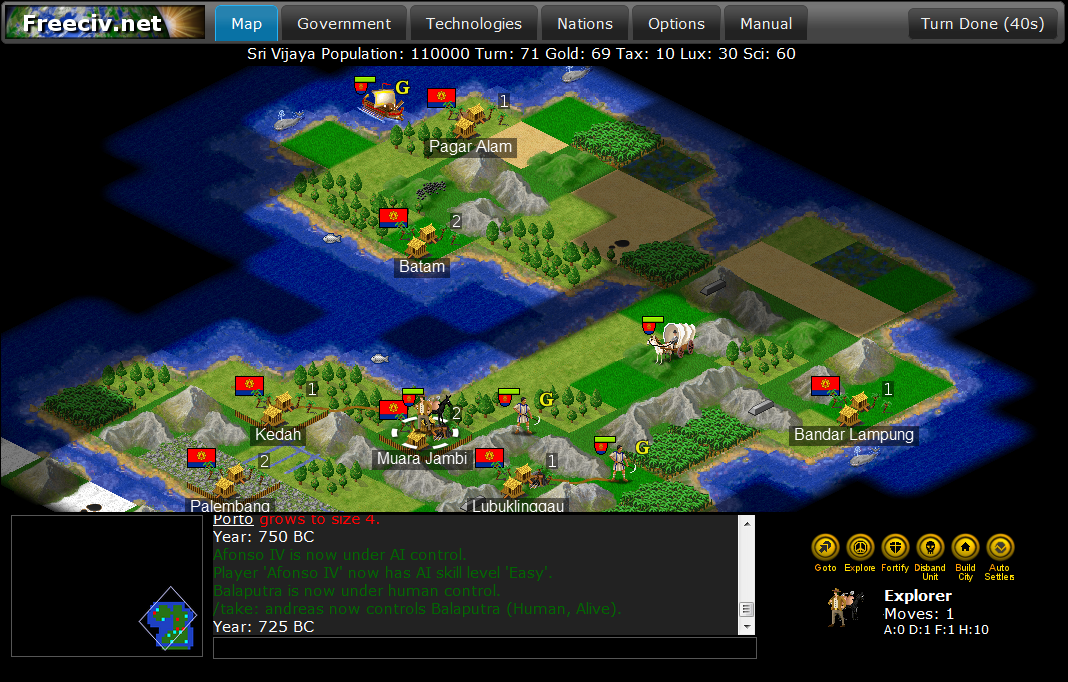
Freeciv, joc browser tipic

Un joc pentru browser este un joc pentru calculator, care este jucat pe Internet folosindu-se un browser web.. Jocurile browser pot fi rulate cu ajutorul tehnologiilor web standarde sau plugin Crearea de astfel de jocuri, de obicei, implică utilizarea de tehnologii web standard, cu o interfață și alte tehnologii pentru a oferi un backend. Jocurile de browser cuprind toate genurile de jocuri video și pot fi singleplayer sau multiplayer. Jocurile browser sunt, de asemenea, portabile și pot fi jucate pe mai multe dispozitive diferite, browsere web sau sisteme de operare.
Acest tip de joc de obicei, nu necesită instalare pe calculator sau a altor aplicații decât plugin-ul browser-ului. 
După 2010, jocurile de browser scrise în alte formate în afară de Flash rămân populare, cum ar fi HTML5, WebGL și WebAssembly. Cele mai cunoscute jocuri sunt Slither.io și Agar.io